# Brachymis crinitus
Brachymis crinitus är en skalbaggsart som beskrevs av Brenske 1903. Brachymis crinitus ingår i släktet Brachymis och familjen Melolonthidae. Inga underarter finns listade.